# 10815 Östergarn
(10815) Östergarn, denumire internațională (10815) Ostergarn, este un asteroid din centura principală de asteroizi.

## Descriere
10815 Östergarn este un asteroid din centura principală de asteroizi. A fost descoperit pe 19 martie 1993 la Observatorul La Silla în cadrul programului UESAC. Asteroidul prezintă o orbită caracterizată de o semiaxă mare de 3,13 ua, o excentricitate de 0,17 și o înclinație de 3,3° în raport cu ecliptica.